# Acetex
Acetex s. r.o., je ryze česká společnost, která se zabývá projektováním, montáží a servisem obnovitelných zdrojů energie. Instalaci fotovoltaických elektráren i tepelných čerpadel provádí pro rodinné domy, novostavby, bytové domy i pro komerční objekty. Řešení splňuje podmínky dotací Nová zelená úsporám i Kotlíkové dotace a pro dotace z programu RES+ Modernizačního fondu.

## Vznik a vývoj
Společnost vznikla 9. února 2021 zápisem do Obchodního rejstříku. Předmětem jejího podnikání je především montáž, opravy a rekonstrukce chladicích zařízení a tepelných čerpadel, fotovoltaických elektráren a nabíjecích stanic pro elektromobily.
Od svého vzniku je členem Cechu akumulace a fotovoltaiky, České fotovoltaické asociace, Solární asociace a Unie komunitní energetiky. Je držitelem certifikace GoodWe Installer plus a také pečeti Platinový autorizovaný prodejce AEG. Je servisním partnerem Viessmann a Stiebel Eltron. Společnost je oprávněna realizovat pro dotační program Nová zelená úsporám a získala odbornou způsobilost podle zákona č. 250/2021 Sb., vydané Technickou inspekcí České republiky.
V roce 2023 získala ocenění Spolehlivá firma od nezávislého portálu živéfirmy.cz a Spolehlivý dodavatel od nezávislého portálu Refsite. Zároveň se na tomto portálu umístila v TOP 3 mezi dodavateli Fotovoltaických elektráren.

## Současnost
Do poloviny roku 2024 společnost instalovala přes 8000 systémů pro obnovitelné zdroje energie.